# 뾰족도마뱀붙이속
뾰족도마뱀붙이속(Heteronotia)은 도마뱀붙이과에 속한 도마뱀붙이류의 일속이며, 오스트레일리아에 고유하다. 일반적으로 프리클리 게코(prickly geckos)라고 불린다.

## 분류
하술할 다섯 종이 유효하다고 인정받는다.
- Heteronotia atra Pepper et al., 2013 – black Pilbara gecko
- Heteronotia binoei (Gray, 1845) – Bynoe's gecko, prickly gecko
- Heteronotia fasciolata Pepper et al., 2013 – pale-headed gecko
- Heteronotia planiceps Storr, 1989 – Bynoe's prickly gecko
- Heteronotia spelea (Kluge, 1963) – cave prickly gecko, Pilbara cave gecko, desert cave gecko

주의사항: 삽입어구의 이명 명명자(en:Binominal nomenclature)는 원래 해당 종을 뾰족도마뱀붙이속(Heteronotia)과는 다른 속에 속한 것으로 기술했을지도 모른다.